# Hednesford Town FC
Hednesford Town FC är en engelsk fotbollsklubb i Hednesford, grundad 1880 efter en sammanslagning av Hednesfords då ledande klubbar, Red & Whites och Hill Top.
Klubben gjorde sin bästa säsong 1995/96 då man kom trea i Conference National, femte divisionen i Englands ligasystem för fotboll. 2003/04 vann klubben FA Trophy efter seger med 3–2 mot Canvey Island i finalen. Hednesford har även lyckats komma tvåa i Welsh Cup, vilket man gjorde 1992 då det fortfarande var tillåtet för engelska klubbar nära gränsen till Wales att delta.
Hemmamatcherna spelas på Keys Park som tar 6 039 åskådare.